# Golden (singolo Kylie Minogue)
Golden è un singolo della cantante australiana Kylie Minogue, pubblicato il 19 gennaio 2018 come terzo estratto dal quattordicesimo album in studio omonimo.

## Antefatti e descrizione
Dopo i consigli dal suo team di incorporare il genere country nella sua musica, Kylie Minogue ha trascorso due settimane a Nashville, dove ha scritto tre canzoni: Dancing, Sincerely Yours e Golden. Ha dichiarato che il luogo aveva avuto un forte effetto su di lei, che era rimasto quando era tornata nel Regno Unito e che l’ha aiutata a scrivere il resto dell’album. Dal punto di vista del testo, Golden è una risposta all’accusa dei media e dell'industria musicale di essere ormai troppo vecchia. È un inno all’autostima e la sua produzione è molto semplice e organica.